# Angered folkhögskola
Angered folkhögskola, fram till 2021 Folkhögskolan i Angered, är en folkhögskola belägen i stadsdelarna Hammarkullen, Hjällbo och i Angered centrum i Göteborg, bildad 1990 och som självständig skola 1997.

## Historik och inriktning
Folkhögskoleföreningen i Angered är huvudman för Angered folkhögskola. Skolan ändrade sitt namn 2021 från Folkhögskolan i Angered. 
Föreningen bildades 1990 med bland andra en mängd lokala föreningar och verksamheter i nordöstra Göteborg som medlemmar. Grundtanken är annorlunda än för traditionella folkhögskolor och har sedan start syftat till "Folkbildning i kvarteret", det vill säga en strävan att utgöra ett kunskapsmässigt och närdemokratiskt centrum för i första hand de boende i den berörda mångkulturella delen av staden. Bland annat har ambitionen varit, att utöver att bereda folkbildning och olika studiegrenar, dessutom genom debatter för allmänheten på skolan förankra alla ärenden som sedan skulle komma att behandlas i stadsdelsfullmäktige och även stärka områdets och dess folkrörelsers vidare utveckling och lokalengagemang. I en icke-hierarkisk och decentraliserad strävan delar skolans personal på alla slags arbetsuppgifter och undervisningen bedrivs i många olika lokaler utspridda över stora delar av stadsdelsområdet Angered för att fungera som en närliggande vital del av bostadsområdena.
Vid verksamhetens start 1990 bedrevs först kursverksamhet med mera i samarbete med andra parter; inledningsvis arbetarrörelsens Viskadalens folkhögskola i Göteborg, därefter ABF, Nordiska folkhögskolan och Finska folkhögskolan. 1992 startade man genom samarbetet sina första kurser på heltid. Från den 1 juli 1997 godkändes Folkhögskolan i Angered som en helt självständig skola med egna statsbidrag.

## Samarbetsverksamheter
2006 fördjupade skolan tillsammans med fyra andra folkhögskolor i Göteborg – Arbetarrörelsens folkhögskola, Göteborgs folkhögskola, Kvinnofolkhögskolan och Mångkulturella finska folkhögskolan – det lösare samarbete de bedrivit sedan 1998 med grundandet av den unika nya skolan Bergsjöns folkhögskolecentrum för en kraftfull satsning på utbildning i stadsdelen Bergsjön.
De driver också populärmusikutbildningen The Music College, Angered i ett samarbete mellan folkhögskolan och Högskolan för scen och musik, samt "Konstnärligt Skrivande" i samarbete med Valand och Angered Teaterskola i samarbete med Angereds Teater och i samverkan med skådespelarprogrammet, Högskolan för scen och musik vid Göteborgs Universitet. De har också linjen  "Konsten i samhället/Idé- och projektgestaltning".
Skolans undervisning bedrivs framför allt i Angereds Centrum, Hammarkullen och Hjällbo, men deras kurs Utemiljöskötsel, drivs i samarbete med Naturbruksförvaltningen VGR, på Angereds gård.